# 孟琦
孟琦（1920年—？），男，汉族，江苏砀山（今属安徽）人，中华人民共和国政治人物。曾任内蒙古自治区公安厅厅长、自治区革委会副主任。